# Цветков, Николай Александрович
Николай Александрович Цветков (род. 12 мая 1960, Новобратцевский, Московская область, СССР) — предприниматель, ректор МИРБИС, кандидат экономических наук.
Согласно рейтингу «100 богатейших бизнесменов России 2010», составленного русским изданием журнала Forbes состояние г-на Цветкова составляло $3,2 млрд. Обладая личным состоянием $5,3 млрд, в 2011 году занял 27 место в списке 200 богатейших бизнесменов России (по версии журнала Forbes). В настоящее время[когда?]

 состояние бывшего мультимиллиардера Forbes оценивает в $250 млн.

## Биография
Родился 12 мая 1960 года в поселке Новобратцевский Красногорского района Московской области.
В 1977 году окончил Ульяновскую среднюю школу.
С отличием окончил Тамбовское высшее военное авиационное инженерное училище в 1980 году, в 1988 году окончил с золотой медалью Военно-воздушную академию имени Н. Е. Жуковского, позже — Российскую экономическую академию имени Г. В. Плеханова (специальность «мировая экономика»). Полковник запаса.
В 1977—1992 годах — военнослужащий Военно-воздушных сил ВС СССР и Российской Федерации. Служил, среди прочего, в Афганистане и на Дальнем Востоке.
В 1990—1992 годах — преподаватель военной кафедры Московского института радиотехники, электроники и автоматики.
С 1992 года работает на фондовом рынке. Был вице-президентом инвестиционной компании «Брокинвест». В 1993—1994 годах — управляющий «Лукойл-фонда».
В 1994—1995 годах — президент АО «Нефтяная инвестиционная компания „НИКойл“» и исполнительный директор департамента ценных бумаг АО «Нефтяная компания „Лукойл“».
С 1995 по октябрь 1997 года — вице-президент по финансам и инвестициям — начальник главного управления по финансовой и инвестиционной деятельности ОАО «Нефтяная компания „Лукойл“».
В 1995—1996 годах — член Экспертного совета при Федеральной комиссии по ценным бумагам и фондовому рынку (ФКЦБ).
С октября 1997 по 1998 год — президент и председатель совета директоров нефтяной инвестиционной компании «НИКойл».
С 1997 года — президент Инвестиционно-банковской группы (ИБГ) «НИКойл».
В 1997 году — советник председателя правления по инвестиционно-банковским операциям АКБ «Родина». С 1998 — заместитель председателя правления по инвестиционно-банковским операциям — начальник управления привлечения ресурсов АКБ «Родина».
С августа 1998 года — председатель правления, член совета директоров, член кредитного комитета АКБ ИБГ «НИКойл».
С 25 июня 1999 года — председатель совета директоров Новороссийского морского торгового порта.
В 2002 году приобрёл Ломоносовский фарфоровый завод.
В 2010 году продал 50 % сети магазинов «Копейка» розничной торговой компании X5 Retail Group.
Кандидат экономических наук. Тема диссертации — «Проблемы привлечения отечественных и иностранных инвестиций в нефтегазовую отрасль российской экономики». Автор более тридцати статей и ряда монографий по проблематике финансового рынка и инвестиций в реальный сектор экономики. Лауреат национальной премии бизнес-репутации «Дарин» Российской Академии бизнеса и предпринимательства в 2002 и 2005 гг.
В 2018 году стал ректором московской бизнес-школы «МИРБИС».

## Семья
Женат, две дочери.